# Юзовская городская дума
Юзовская городская дума — орган местного самоуправления Юзовки в 1917—1919 гг.

## История
16 июня (3 июня) 1917 года, постановлением Временного правительства России Юзовка получила статус города. Этим же постановлением определялось и количество гласных, подлежащих избранию в городские думы в Юзовке избиралось 73 человека. Исполнительным органом думы стала Юзовская Городская управа.
Управа состояла из 7 отделов:
- общей канцелярии;
- продовольственного;
- санитарно-медицинского и общественного призрения;
- оценочно-статистического и финансового;
- народного образования;
- охраны труда и общественной безопасности;
- технического и хозяйственного.

В Юзовке выборы городских голов и гласных городских дум состоялись в августе 1917 года. Контроль за преобразованием поселков в города и организацией выборов городских голов и гласных городских дум осуществляли комиссары Временного правительства. Первым городским головой был избран эсер Иейте Семён Львович.
22 сентября 1917 года состоялось совещание гласных Юзовской Городской Думы с участием представителей Русско-Азиатского и Азово-Донского коммерческого банков об «изыскании средств» для неотложных текущих расходов управы.
13 декабря 1917 года городская дума избрала новым городским головой учителя братской школы Ивана Васильевича Бартагова, также эсера, на этом посту с перерывами он пробыл до июня 1919 года. Вместе с ним были избраны товарищем городского головы (заместителем) — Константин Андреевич Косенко, секретарем — Петр Андреевич Рунгис, казначеем — Григорий Самойлович Левитан, зав.народным образованием — Белостоцкий Я. Ш.
22 декабря 1917 года членам управы поручено по отделам разработать доклады и приготовить материалы по вопросам жизни Городского самоуправления к предстоящему съезду самоуправлений Украинской Народной Республики.
В декабре 1917 года снова возникли проблемы с финансами, и Управа просит правительство Украинской Народной Республики выдать заем в размере 500 тысяч рублей сроком на 9 месяцев.
Как заявляет большевик Ф. Зайцев Юзовская городская дума не была ликвидирована большевиками после Октябрьского переворота и просуществовала до занятия города немецкими частями в апреле 1918 года, но при этом она не обладала не какой реальной властью.

## Члены городской думы
- Гордеев Павел Феодорович
- Л. К. Мышкин — меньшевик-интернационалист.
- А. Б. Кантарович
- М.Вассерман
- А. К. Каменский
- Иейте Семен Львович
- Косенко Константин Андреевич
- Бартагов Иван Васильевич
- Я. Ш. Белостоцкий
- Левитан Григорий Самойлович
- М. Е. Толмачев
- А. И. Дмитренко[3]
- Богомолов Яков Максимович
- Ф. П. Сапунов
- Д. И. Панченко
- Глотов

## Городские головы
- Иейте Семён Львович — эсер, август декабрь 1917
- Бартагов Иван Васильевич — эсер, 13 декабрь 1917 — декабрь 1918
- Берви, Василий Васильевич — декабрь 1918 — март 1919
- Богомолов Яков Максимович — 12 июня — декабрь 1919